# Lars Bethke
Lars Thomas Bethke, född 23 mars 1965 i Nacka, är en svensk skådespelare, dansare, koreograf och regissör. Han är son till dansarna Veit Bethke och Gerd Andersson och även systerson till skådespelerskan Bibi Andersson.

## Teater

### Roller
| År   | Roll                           | Produktion                                                                      | Regi             | Teater                   |
| ---- | ------------------------------ | ------------------------------------------------------------------------------- | ---------------- | ------------------------ |
| 1987 | Filurifax (Mister Mistofolees) | Cats Andrew Lloyd Webber och T.S. Eliot                                         | Runar Borge      | Chinateatern             |
| 1989 | Bernardo                       | West Side Story Leonard Bernstein, Stephen Sondheim och Arthur Laurents         | Runar Borge      | Chinateatern             |
| 1991 | Danny Suko                     | Grease Jim Jacobs och Warren Casey                                              | Runar Borge      | Chinateatern             |
| 1994 | Claude                         | Hair Galt MacDermot, Gerome Ragni och James Rado                                | Runar Borge      | Chinateatern             |
| 2002 | Cassy                          | A Chorus Line James Kirkwood, Nicholas Dante, Edward Kleban och Marvin Hamlisch | Staffan Aspegren | Göteborgsoperan          |
| 2004 |                                | Tjechovträdgården                                                               |                  | Stockholms Stadsteater   |
| 2005 | Bill Calhoun/Lucentio          | Kiss Me, Kate Cole Porter, Samuel Spewack och Bella Spewack                     | Staffan Aspegren | Göteborgsoperan          |
| 2006 |                                | Haunted Dancehall                                                               |                  |                          |
| 2006 |                                | Rikard III William Shakespeare                                                  | Linus Fellbom    | Riksteatern              |
| 2008 |                                | Slapstick                                                                       |                  | Rival                    |
| 2008 | Ernst Ludwig                   | Cabaret John Kander, Fred Ebb och Joe Masteroff                                 | Colin Nutley     | Stockholms stadsteater   |
| 2009 |                                | Enter Numan                                                                     |                  |                          |
| 2015 | Max                            | Cabaret John Kander, Fred Ebb och Joe Masteroff                                 | Ronny Danielsson | Stockholms stadsteater   |
| 2016 | Servitören                     | Jobba för två Richard Bean                                                      | Leif Lindblom    | Gunnebo slottsteater     |
| 2019 |                                | Tjugo 19 Dag Andersson och Lars Bethke                                          |                  | Kulturhuset Stadsteatern |

### Koreografi
| År   | Produktion              | Upphovsmän                                        | Regi            | Teater         |
| ---- | ----------------------- | ------------------------------------------------- | --------------- | -------------- |
| 1993 | Fame                    | Steven Margoshes, José Fernandez och Jacques Levy | Runar Borge     | Chinateatern   |
| 2015 | Parade                  | Alfred Uhry och Jason Robert Brown                | Markus Virta    | Wermland Opera |
| 2020 | Berusade Пьяные, Pyanye | Ivan Vyrypaev Översättning Janina Orlov           | Tobias Theorell | Dramaten       |

## Filmografi (urval)
- 1986 – Bröderna Mozart
- 1989 – En herrgårdssägen
- 1993 – Du bestämmer
- 1995 – Rederiet
- 1996 – Tre Kronor (TV-serie)
- 1999 – Vita lögner (TV-serie)
- 2000 – Hassel – Förgörarna
- 2006 – Tjocktjuven
- 2007 – Se upp för dårarna
- 2007 – Andra avenyn (TV-serie)
- 2009 – Lögner att älska
- 2009 – Playa del Sol (TV-serie)
- 2010 – Insane
- 2015 – John Hron (film)

### Fotnoter
1. ↑  ”Lars Bethke”. Svensk Filmdatabas. http://sfi.se/sv/svensk-filmdatabas/Item/?type=PERSON&itemid=169930&ref=%2ftemplates%2fSwedishFilmSearchResult.aspx%3fid%3d1225%26epslanguage%3dsv%26searchword%3dLars+Bethke%26type%3dPerson%26match%3dBegin%26page%3d1%26prom%3dFalse. Läst 14 oktober 2012.
2. ↑  Marcus Boldemann (8 september 1991). ”Tryck och charm i Grease: På China sitter 50-talsrocken och brylkrämen som den ska”. Dagens Nyheter:  s. B4. https://arkivet.dn.se/tidning/1991-09-08/244/24. Läst 25 maj 2019.
3. ↑  Eva Welander (2 oktober 1994). ”Musiken överlever allt”. Dagens Nyheter. Arkiverad från originalet den 23 januari 2016. https://web.archive.org/web/20160123032905/http://www.dn.se/arkiv/kultur/musiken-overlever-allt. Läst 12 juni 2015.
4. ↑  ”A Chorus Line”. Göteborgsoperan. Arkiverad från originalet den 5 mars 2018. https://web.archive.org/web/20180305202601/http://sv.opera.se/forestallningar/a-chorus-line-2002-2003/. Läst 6 mars 2018.
5. ↑  ”Kiss me Kate!, 2005”. Riksantikvarieämbetet. http://www.kringla.nu/kringla/objekt?text=jangfeldt&referens=GSM/event/828953. Läst 23 februari 2019.
6. ↑  Riksteatern (22 september 2006). ”Rikard Wolff gör Rikard III på Riksteatern”. Pressmeddelande.  Läst 5 december 2021.
7. ↑  ”Cabaret”. Stockholms stadsteater. http://kulturhusetstadsteatern.se/Teater/Pjaser/2015/Cabaret/. Läst 7 september 2015.
8. ↑  Mikael Löfgren (1 juli 2016). ”'Jobba för två' på Gunnebo slott”. Dagens Nyheter. http://www.dn.se/kultur-noje/scenrecensioner/jobba-for-tva-pa-gunnebo-slott/. Läst 1 juli 2016.
9. ↑  Marcus Boldemann (24 januari 1993). ”Unga dansare höjdpunkt i spretig 'Fame'”. Dagens Nyheter. http://www.dn.se/arkiv/kultur/unga-dansare-hojdpunkt-i-spretig-fame/. Läst 29 maj 2016.
10. ↑  ”Wermland Opera om Parade”. http://www.wermlandopera.com/evenemang/parade. Läst 26 december 2014.